# Bromley
Bromley – miasto Londynu, leżąca w gminie London Borough of Bromley. Bromley jest wspomniana w Domesday Book (1086) jako Bronlei.